# 警目
警目（英文：Police Corporal，縮寫：CPL）俗稱「兩柴」、「兩劃」、「雷柴」和「孖柴」，是香港警察職級中曾經存在過的其中一個員佐級職級；位於高級警員之上，高級警目之下。
刑事偵緝警目（英文：Detective Police Corporal，縮寫：DCPL）俗稱探目，是曾經存在過的一個刑事偵緝處員佐級職級；位於刑事偵緝警員之上，刑事偵緝高級警目之下。

## 徽章衣飾
警目的臂識為兩勾。

## 歷史
香港警察職級乃參考自英國警銜，英國警銜則參考自英國軍銜，一般分為將軍、校尉、士官以及兵的職級。警目為下士職級。當時，警目負責協助高級警目擔任小單位的領導，領導人數不逾10員。於1950年代，警目曾經稱為警佐。
1972年警務處架構重整後，警目及刑事偵緝警目職級被取消，當時的警目全數擢升為警長。

## 著名警目
- 任錦球，為前警務處副處長任達榮和香港演員任達華之父，於1969年血洗水警輪案中殉職（編號3499）。